# (74354) 1998 WA6
1998 دابليو أي 6 (ويعرف أيضًا باسم (74354) 1998 دابليو أي 6 وفق تسمية الكوكب الصغير) (بالإنجليزية: 1998 WA6)‏ هو كويكب ضمن حزام الكويكبات؛ وترتيبه 74354 من حيث الاكتشاف.
اكتُشف هذا الجُرم الفلكي بواسطة هيروشي كانيدا في 18 نوفمبر 1998.

## وصلات خارجية
- (74354) 1998 WA6 في قاعدة بيانات مختبر الدفع النفاث لأجرام النظام الشمسي الصغيرة

- الاكتشاف · مخطط المدار ·  العناصر المدارية · المعلمات المادية

- (74354) 1998 WA6 على موقع ويكي سكاي: DSS2, SDSS, GALEX, IRAS, Hydrogen α, X-Ray, Astrophoto, Sky Map, Articles and images